# Дион Хрисостом
Дион Хрисостом (Хризостом) или „Златоуст“ (на гръцки: Δίων Χρυσόστομος; ок. 40, Прус, Римска империя — ок. 120) е древноримски оратор, писател, философ и историк от гръцки произход.

## Биография
Дион е родом от градчето Прус (дн. Бурса, Турция), намиращо се край бреговете на Пропонтида, в римската провинция Витиния. Той произлиза от знатно и богато витинско семейство и получава добро риторическо и философско образование.
Живе в Рим (при императорите от фамилията на Флавиите), но по политически причини е пратен в изгнание от Домициан, който му забранява да живее в Рим и Витиния.

## Текстове и преводи
В серията Loeb classical library съчиненията на Дион са издадени в 5 тома (№ 257, 339, 358, 376, 385):
- Пълен английски превод на съчиненията на Дион
- Vol. III. Discourses XXXI—XXXVI
- Vol. IV. Discourses XXXVII-LX
- Vol. V. Discourses LXI-LXXX. Fragments. Letters. Testimonia.